# Поважска-Бистрица (район)
Район Поважска Бистрица (словац. Okres Povážska Bystrica) — район Тренчинского края Словакии.

## Населённые пункты
- Бодина[англ.]
- Брвниште[англ.]
- Врхтепла[англ.]
- Гатне[англ.]
- Горна-Марикова[англ.]
- Горны-Льесков[англ.]
- Долна-Марикова
- Долны-Льесков[англ.]
- Доманижа[англ.]
- Дурдёве[англ.]
- Заскалье[англ.]
- Кльештина[англ.]
- Костолец
- Мале-Леднице[англ.]
- Папрадно[англ.]
- Плевник-Дриенове[англ.]
- Поважска-Бистрица
- Подскалье[англ.]
- Почарова[англ.]
- Пречин[англ.]
- Пружина[англ.]
- Садочне[англ.]
- Сверепец[англ.]
- Слопна[англ.]
- Ступне[англ.]
- Удича[англ.]
- Челкова-Легота[англ.]
- Ясеница[англ.]

## Население
| Год:                | 1994   | 2004    | 2014    | 2024    |
| ------------------- | ------ | ------- | ------- | ------- |
| Количество человек: | 65 381 | 64 708  | 63 176  | 60 361  |
| Разница:            |        | −1,02 % | −2,36 % | −4,45 % |

### Статистические данные (2001)
Национальный состав:
- словаки — 98,2 %
- чехи — 0,8 %

Конфессиональный состав:
- католики — 86,0 %
- лютеране — 2,2 %